# Symfonie nr. 20 (Brian)
Havergal Brian componeerde zijn Symfonie nr. 20 in cis-mineur in de periode maart-mei 1962. Hij droeg het werk op aan dochter Elfreda Brian en haar man.
Brian was toen bezig met een symfoniereeks. Het schrijven van Symfonie nr. 13 tot en met nr. 21 werd alleen onderbroken door ouverture The jolly miller. Het maakt samen met nr. 18  en nr. 19 deel uit van een serie van drie, waarin Brian koos voor een driedelige structuur:
1. Adagio – Allegro agitato
2. Adagio ma non troppo, cantabile e sostenuto
3. Allegro.

## Uitvoeringen
Ook deze symfonie werd niet populair. Er zijn slechts twee uitvoeringen bekend, waarvan er een onder Vernon Handley op 5 oktober 1976, die uiteindelijk diende tot een radio-uitzending. De ander uitvoering diende tot de plaatopname.

## Orkestratie
Brian schreef weer een uitgebreid symfonieorkest voor:
- 3 dwarsfluiten (III ook piccolo), 2 hobo’s, 1 althobo, 2 klarinetten, 1 esklarinet, 1 basklarinet, 3 fagotten (III ook contrafagot)
- 4 hoorns, 3 trompetten, 3 trombones, 1 tuba, 1 eufonium
- 1 set pauken, percussie van grote trom tot tamboerijn, harp
- violen, altviolen, celli, contrabassen.

Symfonie nr. 1 "Gotische"  · 2 · 3 · 4 · 5 · 6 · 7 · 8 · 9 · 10 · 11 · 12 · 13 · 14 · 15 · 16 · 17 · 18 · 19 · 20 · 21 · 22 · 23 · 24 · 25 · 26 · 27 · 28 · 29 · 30 · 31 · 32